# Стивън Ло
Стивън Ло Кит-Синг (на китайски: 羅傑, роден на 8 юни 1959 г.) е хонконгски и макаоски бизнесмен, инвеститор, режисьор и филантроп.
Роден в Хонг Конг (или в Макао според други източници), Стивън Ло е получава своето образование в Макао. След завършване на гимназията работи в португалска банка, после стартира бизнес с европейски автокъщи, като изключително търгува и продава марки като Volvo, Audi, Volkswagen, Porsche и Lancia. От 1985 г. има бизнес и инвестиции в недвижими имоти и с храни и напитки, изцяло притежава и управлява единствените 2 универсални магазина в Макао. Ло печели признание като млад успешен предприемач, ктана президент на Младежката търговска камара в Макао.
Ло се завръща в Хонконг през 1991 г. и участва в разни инвестиции, главно във филмовата продукция и кината, но също и в проекти за недвижими имоти и финансови проекти. В края на 1990-те години създава развлекателната компания BMA Entertainment Holdings Limited с голямо разнообразие от развлекателни бизнеси, включително записи, филмова продукция и управление на артисти. Оттогава BMA се разраства в инвестиционна компания – БМА Инвестмънт Груп Лимитед, в рамките на която включва развитие на имоти, финансови услуги, мащабни представления, спортни забавления, публикуване на книги, маркетингова промоция и услуги за връзки с обществеността.
Стивън Ло е активен на футболната сцена в Хонконг от 2006 г. Като организатор на футболния отбор на Южен Китай, той е наблюдавал спечелването на националния требъл през игровия сезон 2006 – 2007. Отборът е спечелил рекордните 40 титли в Първа дивизия и е един от седемте клуба в света, постигнали това постижение. За 7-годишното си управление под ръководството на Стивън Ло, Южен Китай спечели пет шампионата на лигата и стига до полуфиналите на Купата на АФК 2009/2010.
Ло е заместник-председател на Футболната асоциация на Хонг Конг и служи като съветник и мениджър на отбора на футболната асоциация на Хонг Конг на Източноазиатските игри през 2009 г., където футболният отбор на Хонг Конг стана първият футболен отбор на Хонг Конг, който спечели злато в голямо международно спортно събитие.

## Ранни години
Стивън Ло е роден в семейството на Vitasoy International Holdings Limited (SEHK: 0345), чийто основател д-р Lo Kwee-seong, CBE, JP е по-малкият брат на дядото на Ло. Първият е също племенник на Ло Хой-Мук, основател на Cafe de Coral Group (SEHK: 0341). Роден в Хонг Конг, семейството на Ло се премества в Макао, когато баща му е назначен да управлява бизнеса на Витасой в Макао. Ло е израснала и получил образование в Макао.
По време на юношеството си Ло се интересува от футбол и музика. Когато бил във втори клас в гимназията, той организира концерт за Сам Хуи и сформира клуб на феновете в Макао. В крайна сметка той организира други концерти в Макао за изпълнители като The Wynners, Louie Castro и Rowena Cortes.
След дипломирането си той започва кариерата си в банковия бранш. Впоследствие той създава автокъща, а също така се занимава с бизнес с недвижими имоти. В зората на 1990-те години Ло започва да инвестира в производството на филми в Хонг Конг и киновериги, които притежават повече от 30 кина.

## Група BMA
Стивън Ло създава BMA Entertainment Holdings Ltd през 1998 г. Неговият бизнес включва записи, филмова продукция и управление на артисти.

### BMA Investment
Под ръководството на Ло бизнесът на BMA се разширява до инвестиции в развитие на имоти, финансови услуги, мащабни представления, спортни забавления, публикуване на книги, маркетинг, промоция и връзки с обществеността в Хонконг и Макао.

### BMA Ентертеймънт
BMA Ентертеймънт се занимава с разнообразни развлекателни категории като управление на албуми и изпълнители, производство на филми, публикуване, събития и организация на концерти. Неговите най-забележителни артисти са Ники Чоу, Джейд Куан, Солер, Енди Чоу, Гари Чау, Джин Лий и Бианка Ву.

### БМА Спорт
През 2008 г. е създадена БМА Спортс, за да се занимава с бизнес на футболни отбори. БМА Спортс управлява търговските права на играчите, организира футболни събития и е спонсор на футболния отбор на Южен Китай.

### BMA Кетъринг Мениджмънт
Стивън Ло разпространи интереса си към местната и международната кухня. Под ръководството на BMA Кетъринг, Ло създава високо ценени марки в града, включително концепцията за интелигентно парти RedMR и Loyal Dining с ретро тематика и преди това Хонг Конг Dai Pai Dong. Последното му творение е The Tonno, голямо и разнообразно предложение за забавление с Tonno Bar, Tonno Club, RedMR, шанхайска кухня Shanghai Lo и италианско кафене за паста Tonno Kitchen.

## Личен живот
Стивън Ло беше женен за писателката Кани Люнг на 13 февруари 2002 г. в Лас Вегас. Имат дъщеря. Двамата се срещнаха, докато работят заедно по филма Bakery Amour през 2000 г.
Двойката се раздели в края на 2017 г. Разводът им е финализиран на 14 февруари 2018 г.

## Собственик на коне
Стивън Ло също е известен собственик на коне в Хонг Конг, с много коне управлявани от негово име. Един от неговите коне, Military Attack, обучен от Джон Мур, беше коронясан за кон на годината 2012 – 13 от Хонконгския жокей клуб. След като спечели 5 състезания за купата, включително състезания от Международна група 1 на Международната купа на Singapore Airlines, купата Audemars Piguet QEII и Citibank HK Gold Cup, общият дял на Military Attack в Хонг Конг беше 29 846 000 HKD$. Xtension, също обучен от Джон Мур, печели 2-поредна BMW шампионска миля през 2011 и 2012 г., имаше общ залог от 28 795 400 HKD$. Неговият кон Military Move печели 134-тото бягане на новозеландското дерби през 2010 г., обучен от Шон Ричи. Подпомогнат от великолепно каране от Майкъл Уокър, започва голям пробив в началото на домашната права и решително отблъсна всички претенденти, за да запише разстроена победа в най-богатото състезание в Нова Зеландия. Стивън Ло също притежава коне в Австралия, Нова Зеландия, Франция, Ирландия и Сингапур.

## Съдебно дело
След като бившият министър на транспорта и общественото строителство Ао Ман-лонг е признат за виновен за подкуп през 2008 г. от Върховния съд на Макао, значителен брой проекти, започнати по време на мандата му от 2000 до 2006 г., са повдигнати по дела от Комисия срещу корупцията в Макао (CCAC). Хонконгските магнати Джоузеф Лау Луен-хунг и Стивън Ло са замесени в случая за предлагане на подкуп на бившия министър на транспорта и обществените работи на Макао Ао Ман-лонг 20 милиона HK$ срещу офертата през 2005 г. за 5 парцела срещу международното летище в Макао. Лау и Ло отхвърлят обвинението в подкуп, а Ло по-рано каза пред съда, че 20 милиона HK$ са били предварително плащане към строителната компания на Сан Менг Фай.